# Xanthesma baringa
Xanthesma baringa là một loài Hymenoptera trong họ Colletidae. Loài này được Exley mô tả khoa học năm 1978.